# Antonino Raspanti
Antonino Raspanti (* 20. června 1959 Alcamo) je italský římskokatolický duchovní a biskup Acireale.

## Život
Narodil se 20. června 1959 v Alcamo.
Vstoupil do kněžského semináře v Trapani. Teologické vzdělání získal na Papežské teologické fakultě Sicílie. Dne 7. září 1982 byl biskupem Emanuelem Romano vysvěcen na kněze. Roku 1990 získal na Papežské univerzitě Gregoriana v Římě doktorát z teologie. Stal se farním vikářem katedrály v Trapani a diecézním asistentem pro mládež v Katolické akci. Vyučoval dogmatickou teologii na Vyšším institutu náboženských studií a na Papežské teologické fakultě Sicílie. Roku 1986 byl ustanoven farářem v Castellammare del Golfo a později arciknězem v Erice.
Od roku 1995 působil v semináři jako spirituál, člen Kněžské rady a Sboru poradců. Byl ustanoven expertem v Kongregaci pro katolickou výchovu a 21. listopadu 2005 mu byl udělen titul Kaplan Jeho Svatosti. Dne 26. července 2011 jej papež Benedikt XVI. jmenoval biskupem Acireale. Biskupské svěcení přijal 1. října z rukou kardinála Paola Romea a spolusvětiteli byli arcibiskup Pio Vittorio Vigo a biskup Francesco Miccichè.
Od 24. září 2015 do 4. dubna 2016 zastával funkci apoštolského administrátora arcidiecéze Messina-Lipari-Santa Lucia del Mela. Od 11. listopadu 2019 byl členem Papežské rady pro kulturu, která byla roku 2022 přeměněna na Dikasterium pro kulturu a vzdělávání. V letech 2017–2022 byl místopředsedou Italské biskupské konference.